# Grigori Nikolajewitsch Neuimin
Grigori Nikolajewitsch Neuimin (russisch Григорий Николаевич Неуймин, wiss. Transliteration Grigorij Nikolaevič Neujmin; * 22. Dezember 1885jul. / 3. Januar 1886greg. in Tiflis; † 17. Dezember 1946 in Leningrad) war ein russischer Astronom.
Neuimin entdeckte insgesamt 74 Asteroiden, darunter (951) Gaspra, der im Jahre 1991 bei einem Vorbeiflug der Raumsonde Galileo fotografiert und vermessen wurde.
Er war darüber hinaus Entdecker oder Co-Entdecker mehrerer periodisch wiederkehrender Kometen, darunter 25D/Neujmin, 28P/Neujmin, 42P/Neujmin, 57P/du Toit-Neujmin-Delporte, 58P/Jackson-Neujmin.
Der Asteroid (1129) Neujmina und der Mondkrater Neujmin sind nach ihm benannt.